# Evgenija Poljakova
Evgenija Andreevna Poljakova (in russo Евгения Андреевна Полякова?; Mosca, 29 maggio 1983) è una velocista russa, campionessa europea indoor dei 60 metri piani nel 2009.

## Biografia
Nel 2016 perde la medaglia d'oro conquistata nella staffetta 4x100 a Pechino 2008 a causa della squalifica per doping della compagna Julija Čermošanskaja.

## Palmarès
| Anno | Manifestazione  | Sede       | Evento      | Risultato        | Prestazione | Note                                     |
| ---- | --------------- | ---------- | ----------- | ---------------- | ----------- | ---------------------------------------- |
| 2007 | Europei indoor  | Birmingham | 60 m piani  | Argento          | 7"18        |                                          |
| 2007 | Mondiali        | Osaka      | 100 m piani | Semifinale       | 11"16       |                                          |
| 2007 | Mondiali        | Osaka      | 4×100 m     | 5ª               | 42"97       |                                          |
| 2008 | Mondiali indoor | Valencia   | 60 m piani  | 5ª               | 7"24        |                                          |
| 2008 | Giochi olimpici | Pechino    | 100 m piani | Semifinale       | 11"38       |                                          |
| 2008 | Giochi olimpici | Pechino    | 4×100 m     | dq               | dq          |                                          |
| 2009 | Europei indoor  | Torino     | 60 m piani  | Oro              | 7"18        | Miglior prestazione personale stagionale |
| 2009 | Mondiali        | Berlino    | 100 m piani | Quarti di finale | 11"52       |                                          |
| 2009 | Mondiali        | Berlino    | 4×100 m     | dq               | dq          |                                          |
| 2010 | Mondiali indoor | Doha       | 60 m piani  | Semifinale       | 7"24        |                                          |
| 2011 | Universiadi     | Shenzhen   | 100 m piani | 8ª               | 11"51       |                                          |
| 2011 | Universiadi     | Shenzhen   | 4×100 m     | 6ª               | 44"35       |                                          |
| 2012 | Europei         | Helsinki   | 100 m piani | Batteria         | 11"55       |                                          |
| 2012 | Europei         | Helsinki   | 4×100 m     | 4ª               | 43"37       |                                          |

## Altre competizioni internazionali
2007
- Coppa Europa di atletica leggera ( Monaco di Baviera)

2008
- Coppa Europa di atletica leggera ( Annecy)

2010
- Campionati europei a squadre di atletica leggera ( Bergen)